# Овчинников, Александр Александрович
Алекса́ндр Алекса́ндрович Овчи́нников (1874, Спасо-Заозерье — 15 сентября 1936, Берлин) — русский юрист, статистик и педагог. Профессор, ректор Казанского университета в 1921—1922 г.

## Биография
Родился в 1874 году в селе Спасо-Заозерье Слободского уезда Вятской губернии, в семье священника. В 1897 году окончил юридический факультет Казанского Императорского университета, после чего был оставлен для приготовления к профессорскому званию по кафедре политической экономии и статистики. С 1900 года состоял на этой кафедре приват-доцентом. В период работы в университете часто выступал с докладами на различных научных собраниях, систематически публиковал научные статьи, состоял членом Юридического общества при Казанском университете.
5 февраля 1921 года был избран ректором. В период ректорства Овчинниковым была организована экспедиция к берегам Северного Ледовитого океана для исследования Северного морского пути, на медицинском факультете было создано общество врачей, на факультете общественных наук была организована кафедра Восточных языков, был основан факультет сельского хозяйства и лесоведения с двумя отделениями.
Наркомат просвещения Татарской республики был недоволен фактом нахождения Овчинникова на посту ректора университета из-за его антисоветской позиции, однако поначалу попытки снять его с должности блокировались учёным советом университета. Осенью 1921 года в его квартире был проведён обыск, сам Овчинников был вынужден провести несколько недель в Костромской губернии у родственников жены. В декабре того же года на общестуденческом собрании ректором был избран Н. Н. Парфентьев и его кандидатура была утверждена Главпрофобромом, однако сам он отказался от должности из-за сомнительного порядка его избрания и Овчинников остался на своём месте до августа 1922 года.
В сентябре 1922 года по приговору суда был выслан за границу. Жил в Берлине (Тегеле), принимал у себя большое количество гостей, в том числе будущего американского посла Джорджа Кеннана. Преподавал в Русском научном институте.
Скончался 15 сентября 1936 года. Похоронен 18 сентября на русском церковоном кладбище в Тегеле.

### Семья
Был дважды женат. Первая жена ― Софья Павловна, урождённая Кибардина. Умерла в 1921 году от холеры. В том же году скончалась их единственная дочь Вера от тифа. В 1920 году женился на Александре Александровне Субботиной, урождённой Груздевой, вдове настоятеля церкви. Стал отчимом двум её детям — Ольге и Сергею.